# Spoorlijn Börringe - Östratorp
De spoorlijn Börringe - Östratorp is een Zweedse spoorlijn van de voormalige spoorwegmaatschappij Börringe - Anderslöv Järnväg (afgekort: BAJ) gelegen in de provincie Skåne. Bij verlengen van de spoorlijn werd de bedrijfsnaam aangepast in Börringe - Östratorps Järnväg (afgekort: BÖJ).

## Geschiedenis
Tijdens een vergadering in Malmö 3 december 1872 werd de Malmö - Ystads Järnvägsaktiebolag opgericht. Tijdens dezelfde vergadering werd besloten dat de Malmö - Ystads Järnväg (MYJ) een zijlijn op het traject tussen Börringe en Anderslöv zou gaan bouwen. Door de kosten van de bouw werd gekozen voor gebruik van een spoorbreedte van 1067 mm.
De concessie werd op 4 februari 1873 verleend. Het traject werd aangelegd met een spoorbreedte van 1435 mm. De MYJ koos ook uiteindelijk voor de spoorbreedte van 1435 mm.

### Börringe - Anderslöv Järnväg
De oude concessie werd geannuleerd waardoor de MYJ een nieuwe aanvraag in diende. Dit concessie werd op 31 mei 1883 verstrekt.
Op 31 mei 1883 werd de Börringe - Anderslöv järnvägsaktiebolag (BAJ) opgericht en nam op dezelfde dag werd de concessie van de MYJ overgedragen aan de BAJ.
De werkzaamheden begonnen uiterlijk op 1 juni 1883 en het traject werd op 21 februari 1884 geopend.

### Börringe - Östratorps Järnväg
Då Sandell maakte in 1872 een begroting voor het traject tussen Börringe en Anderslöv en kwam met en voorstel om het traject te verlengingen naar Östratorp. Door gebrek aan geld werd dit plan niet uitgevoerd.
Tijdens een vergadering in Anderslöv op 7 juli 1885 werd een commissie gevormd voor de verlenging naar Östratorp. De commissie onder leiding van ingenieur Fredrik Arvidsson Posse kwam met een nieuw onderzoek en een nieuwe begroting.
Er werd een nieuwe concessie aangevraagd en op 30 december 1885 verleend.
De werkzaamheden voor de verlenging begonnen op 13 juli 1887 en het traject werd op 13 juli 1888 in gebruik genomen. De totale lengte van BÖJ was nu 22 kilometer.
In de periode van SJ zijn geen grote veranderingen aan de infrastructuur uitgevoerd.
De plaatsnaam Östratorp werd op 10 juni 1950 veranderd in Smygehamn.
Ten behoeve van de veiligheid werden wel moderniseringen door licht seinen aangebracht.

## Sluiting
Tot 1 september 1953 reden er regulaire goederen treinen op dit traject. Vanaf dat moment reden er alleen nog goederen treinen op afroep.
Het personenvervoer werd toen door railbussen afgehandeld
Op 1 november 1957 werd het passagiersvervoer op het 16 kilometer lange traject tussen Börringe en Klagstorp stilgelegd. Op 1 november 1957 het personenvervoer en het goederenvervoer op het 6 kilometer lange traject tussen Klagstorp en Smygehamn (Östratorp) stilgelegd.
Op 1 augustus 1960 het het goederenvervoer op het 6 kilometer lange traject tussen Börringe en Anderslöv stilgelegd.
Op 14 april 1959 het het goederenvervoer op het traject tussen Anderslöv en Jordberga stilgelegd.
Sinds 1970 werd het goederenvervoer alleen op verzoek uitgevoerd.
Op 1 september 1974 het het goederenvervoer op het traject tussen Klagstorp en Jordberga stilgelegd.
Wanneer de laatste resterende traject tussen Börringe en Anderslöv werd beëindigde is niet bekend.
Dit betekende het eind van de voormalige Börringe - Östratorps Järnväg.

## Bedrijfsvoering
Toen het traject van Malmö naar Ystad werd gebouwd door de Malmö - Ystads Järnväg (MYJ) en in 1874 geopend was dit het moment om te gaan samenwerken met de Ystad - Eslövs Järnväg (YEJ). Uit deze samenwerking ontstond in 1884 een samenwerkingsverband omgezet in het uitvoeren van de bedrijfsvoering.
De Ystads Järnvägar (afgekort: YJ) werd in 1912 opgericht als voortzetting van het samenwerkingsverband en de bedrijfsvoering uitvoerde bij de volgende zes onafhankelijke spoorwegonderneming:
- Ystad - Eslövs Järnväg (YEJ)
- Malmö - Ystads Järnväg (MYJ)
- Börringe - Östratorps Järnväg (BÖJ)
- Ystad - Gärsnäs - St Olofs Järnväg (YGStOJ)
- Ystad - Brösarps Järnväg (YBJ)
- Ystad - Skivarps Järnväg (YSJ)

## Genationaliseerd
De YJ en de bovengenoemde ondernemingen werden op 1 juli 1941 door de staat genationaliseerd en de bedrijfsvoering over gedragen aan de SJ.

## Bron
- Historiskt om Svenska Järnvägar
- Jarnvag.net